# Cerro Gordo, Canatlán
Cerro Gordo är en ort i Mexiko.   Den ligger i kommunen Canatlán och delstaten Durango, i den centrala delen av landet, 800 km nordväst om huvudstaden Mexico City. Cerro Gordo ligger 1 918 meter över havet och antalet invånare är 389.
Terrängen runt Cerro Gordo är huvudsakligen platt, men åt sydväst är den kuperad. Runt Cerro Gordo är det ganska tätbefolkat, med 60 invånare per kvadratkilometer. Närmaste större samhälle är José Guadalupe Aguilera, 14,8 km norr om Cerro Gordo. Trakten runt Cerro Gordo består i huvudsak av gräsmarker.